# 도베르만 (영화)
도베르만(Dobermann)은 프랑스에서 제작된 얀 쿠넹 감독의 1997년 액션, 범죄 영화이다. 뱅상 카셀 등이 주연으로 출연하였고 프레데릭 뒤마-자이델라 등이 제작에 참여하였다.

## 출연

### 주연
- 뱅상 카셀
- 체키 카리오
- 모니카 벨루치
- 안토니 바슬러

### 조연
- 도미니크 베텐펠드
- 파스칼 데몰론
- 마크 듀렛
- 로망 뒤리스
- 프랑수아 레방탈
- 스테판 메츠거
- 칙 오르테가
- 패트릭 로카
- 플로렌스 토마신
- 롤랜드 암스터츠
- 장 레스콧
- 아티카 구에디
- 로라 매너
- 프란시아 세구이
- 비르지니 아르노
- 마크 바셰트
- 에피프 벤 바드라
- 마르크 카로
- 질 콘세일
- 패트릭 램버트
- 가스파 노에
- 카르멜라 발렌테
- 얀 쿠넹

## 제작진
- 미술: 미셀 바틀레미
- 의상: 샤토운
- 배역: 피에르-자크 베니초우